# Neochlodes
Neochlodes là một chi bướm ngày thuộc họ Bướm nâu.